# Scottish Division One 1899/1900
Die Scottish Football League Division One wurde 1899/1900 zum siebten Mal ausgetragen. Es war zudem die zehnte Austragung der höchsten Fußball-Spielklasse innerhalb der Scottish Football League, in der der Schottische Meister ermittelt wurde. Sie begann am 19. August 1899 und endete am 17. März 1900. In der Saison 1899/1900 traten 10 Vereine in insgesamt 18 Spieltagen gegeneinander an. Jedes Team spielte jeweils einmal zu Hause und auswärts gegen jedes andere Team. Es galt die 2-Punkte-Regel. Bei Punktgleichheit waren die Vereine (mit derselben Punktausbeute) gleich platziert.
Die Glasgow Rangers gewannen zum insgesamt dritten Mal in der Vereinsgeschichte die schottische Meisterschaft. Absteiger waren der FC St. Bernard’s und FC Clyde, die keine Wiederwahl von den anderen Ligamitgliedern bekamen und damit in die Division Two abstiegen. Torschützenkönige wurden mit jeweils 15 Treffern Robert Hamilton von den Glasgow Rangers und Willie Michael von Heart of Midlothian.

## Vereine
| Verein              | Stadt      | Stadion            |
| ------------------- | ---------- | ------------------ |
| Celtic Glasgow      | Glasgow    | Celtic Park        |
| FC Clyde            | Glasgow    | Shawfield Stadium  |
| FC Dundee           | Dundee     | Dens Park          |
| FC Kilmarnock       | Kilmarnock | Rugby Park         |
| FC St. Bernard’s    | Edinburgh  | Powderhall Stadium |
| FC St. Mirren       | Paisley    | St. Mirren Park    |
| Glasgow Rangers     | Glasgow    | Ibrox Park         |
| Heart of Midlothian | Edinburgh  | Tynecastle Park    |
| Hibernian Edinburgh | Edinburgh  | Easter Road        |
| Third Lanark        | Glasgow    | Cathkin Park       |

## Statistik

### Abschlusstabelle
| Pl. | Verein              | Sp. | S  | U | N  | Tore    | Diff. | Punkte |
| --- | ------------------- | --- | -- | - | -- | ------- | ----- | ------ |
| 1.  | Glasgow Rangers (M) | 18  | 15 | 2 | 1  | 069:270 | +42   | 32:40  |
| 2.  | Celtic Glasgow (P)  | 18  | 9  | 7 | 2  | 046:270 | +19   | 25:11  |
| 3.  | Hibernian Edinburgh | 18  | 9  | 6 | 3  | 043:240 | +19   | 24:12  |
| 4.  | Heart of Midlothian | 18  | 10 | 3 | 5  | 041:240 | +17   | 23:13  |
| 5.  | FC Kilmarnock (N)   | 18  | 6  | 6 | 6  | 030:370 | −7    | 18:18  |
| 6.  | FC Dundee           | 18  | 4  | 7 | 7  | 036:390 | −3    | 15:21  |
| 6.  | Third Lanark        | 18  | 5  | 5 | 8  | 031:380 | −7    | 15:21  |
| 8.  | FC St. Mirren       | 18  | 3  | 6 | 9  | 030:460 | −16   | 12:24  |
| 8.  | FC St. Bernard’s    | 18  | 4  | 4 | 10 | 029:470 | −18   | 12:24  |
| 10. | FC Clyde            | 18  | 2  | 0 | 16 | 024:700 | −46   | 04:32  |

| Zum Saisonende 1898/99 |                                |
| (M)                    | Meister des Vorjahres          |
| (P)                    | Pokalsieger des Vorjahres      |
| (N)                    | Neuzugang aus der Division Two |

### Play-off um den 8. Platz
Das Spiel wurde am 7. April 1900 im Dens Park (Dundee) ausgetragen. Es entschied welcher Klub sich zur Wiederwahl stellte.
|               | Ergebnis |                  |
| ------------- | -------- | ---------------- |
| FC St. Mirren | 2:1      | FC St. Bernard’s |

## Wahlprozedere
Die Regularien der Scottish Football League sahen vor, dass sich am Saisonende die zwei schlechtesten platzierten Teams zu Wiederwahl stellen mussten. Abgestimmt wurde auf der jährlichen Hauptversammlung der Scottish Football League, bei der zugleich über Neuaufnahmen entschieden wurde. Dieses Wahlsystem bestimmte bis 1922 den Auf- und Abstieg zwischen der Division One und Division Two.
| Verein          | # Stimmen | Ergebnis            | Division     |
| --------------- | --------- | ------------------- | ------------ |
| Morton          |           | aufgenommen         | Division Two |
| FC Queen’s Park |           | aufgenommen         | keine Liga   |
| Partick Thistle |           | aufgenommen         | Division Two |
| FC Clyde        |           | nicht wiedergewählt | Division One |

## Die Meistermannschaft der Glasgow Rangers
(Berücksichtigt wurden alle Spieler mit mindestens einem Einsatz)
| 1. | Glasgow Rangers |
|    | - Tor: Matthew Dickie, Billy Howden - Abwehr: David Crawford, Jock Drummond, Billy Dunlop, John McKinlay, Bobby Neill, John Tait Robertson, Nicol Smith - Mittelfeld: John Campbell, Neilly Gibson, James Graham, John McPherson, David Mitchell, Andrew Sharp - Sturm: Robert Hamilton, Tommy Hyslop, Alex Smith, James Wilkie - Trainer: William Wilton |